# Малостружківська сільська рада
Малостружківська сільська́ ра́да — адміністративно-територіальна одиниця та орган місцевого самоврядування в Новоушицькому районі Хмельницької області. Адміністративний центр — село Мала Стружка.

## Загальні відомості
Малостружківська сільська рада утворена в 1935 році.
- Територія ради: 44,227 км²
- Населення ради: 1 260 осіб (станом на 2001 рік)
- Територією ради протікає річка Батіг

## Населені пункти
Сільській раді підпорядковані населені пункти:
- с. Мала Стружка
- с. Балабанівка
- с. Щербівці

## Склад ради
Рада складалася з 16 депутатів та голови.
- Голова ради: Мельник Василь Борисович
- Секретар ради: Кучеравлюк Раїса Максимівна

### Керівний склад попередніх скликань
| Прізвище, ім'я, по батькові      | Основні відомості                                                         | Дата обрання | Дата звільнення |
| -------------------------------- | ------------------------------------------------------------------------- | ------------ | --------------- |
| Добровольський Едуард Рафаїлович | Сільський голова, 1953 року народження, безпартійний                      | 26.03.2006   | 31.10.2010      |
| Мельник Василь Борисович         | Сільський голова, 1962 року народження, освіта вища, член Народної партії | 31.10.2010   |                 |

Примітка: таблиця складена за даними сайту Верховної Ради України

### Депутати
За результатами місцевих виборів 2010 року депутатами ради стали:

#### За суб'єктами висування
| Суб'єкт висування            | Кількість обраних депутатів | %    |
| ---------------------------- | --------------------------- | ---- |
| Народна партія               | 10                          | 62,5 |
| Соціалістична партія України | 3                           | 18,8 |
| Партія регіонів              | 2                           | 12,5 |
| Самовисування                | 1                           | 6,3  |

#### За округами
| № округу                     | Прізвище, ім'я, по батькові       | Дата визнання обраним | Освіта             | Партійна приналежність             | Відомості про обраного депутата          |
| ---------------------------- | --------------------------------- | --------------------- | ------------------ | ---------------------------------- | ---------------------------------------- |
| Народна Партія               |                                   |                       |                    |                                    |                                          |
| 1                            | Юрків Антоніна Антонівна          | 01.11.2010            | вища               | позапартійна                       | тимчасово не працює                      |
| 4                            | Бурденюк Олег Феодосійович        | 01.11.2010            | середня            | член Народної партії               | Струзьке ліснийтво, майстрер лісу        |
| 7                            | Мельник Анатолій Євгенович        | 01.11.2010            | вища               | позапартійний                      | тимчасово не працює                      |
| 9                            | Габрук Олена Миколаївна           | 01.11.2010            | вища               | член Народної партії               | ТОВ «АФ Руданський», обліковець          |
| 10                           | Мархевко Сергій Володимирович     | 01.11.2010            | середня            | позапартійний                      | тимчасово не працює                      |
| 11                           | Гвоздецький Валерій Владиславович | 01.11.2010            | середня            | член Народної партії               | тимчасово не працює                      |
| 12                           | Будус Олена Іванівна              | 01.11.2010            | вища               | позапартійна                       | Новоушицьке Рай СТ, продавець            |
| 13                           | Фльорко Мирослав Лаврентійович    | 01.11.2010            | середня            | член Народної партії               | тимчасово не працює                      |
| 15                           | Андрущак Іван Ігорович            | 01.11.2010            | середня            | позапартійний                      | ГП «Комунальник», машиніст екскаватора   |
| 16                           | Коритник Володимир Степанович     | 01.11.2010            | середня            | член Народної партії               | тимчасово не працює                      |
| Партія регіонів              |                                   |                       |                    |                                    |                                          |
| 8                            | Кучеравлюк Раїса Максимівна       | 01.11.2010            | вища               | позапартійна                       | Малостружківська сільська рада, секретар |
| 14                           | Прокопчук Віктор Іванович         | 01.11.2010            | середня            | позапартійний                      | тимчасово не працює                      |
| Соціалістична партія України |                                   |                       |                    |                                    |                                          |
| 2                            | Габрук Людмила Андріївна          | 01.11.2010            | середня            | член Соціалістичної партії України | пенсіонер                                |
| 3                            | Юрах Антоніна Василівна           | 01.11.2010            | вища               | позапартійна                       | Малостружківська школа І-ІІ ст., вчитель |
| 6                            | Мельник Ганна Дмитрівна           | 01.11.2010            | середня спеціальна | позапартійна                       | підприємець                              |
| Самовисування                |                                   |                       |                    |                                    |                                          |
| 5                            | Джумабаєв Соатбай Бегжановкич     | 01.11.2010            | вища               | позапартійний                      | пенсіонер                                |